# Кривосвідчення
Кривосві́дчення або кривопри́сяга — злочин, що має прояв у наданні завідомо неправдивої інформації правоохоронним органам, суду або органам влади. Часто відбувається у формі давання фальшивих свідчень свідком або звинуваченим на суді чи під час слідства, а також посадовою особою під присягою (наприклад, президентом США під час слухань у Сенаті).
У багатьох країнах є кримінальним злочином. В Україні кривосвідчення (завідомо неправдиве показання) підлягають покаранню виправними роботами або тюремним ув'язненням строком до 3 років (стаття 384 Кримінального кодексу України).
У США кривосвідчення (англ. perjury) карається строком до 5 років у федеральних судах. Закони штатів також карають кривосвідчення. Як правило, вибір міри покарання входить до компетенції суддів та може коливатися від штрафу і виправних робіт до тюремного ув'язнення, залежно від місцевих законів та обставин конкретного випадку. У Швейцарії кривосвідчення (нім. Meineid, італ. parjure, італ. falsa testimonianza) карається тюремним ув'язненням від 6 місяців до 5 років. В Ізраїлі кривосвідчення (івр. עדות שקר) карається тюремним ув'язненням строком до 7 років, у Німеччині — терміном до 5 років (стаття 154 КК Німеччини), у Великій Британії — до 7 років. 